# Bosaso
Bosaso (somalí: Boosaaso) es la quinta ciudad más grande en Somalia y el puerto principal de Somalia desde el principio de la Guerra Civil Somalí en 1991.

## Características

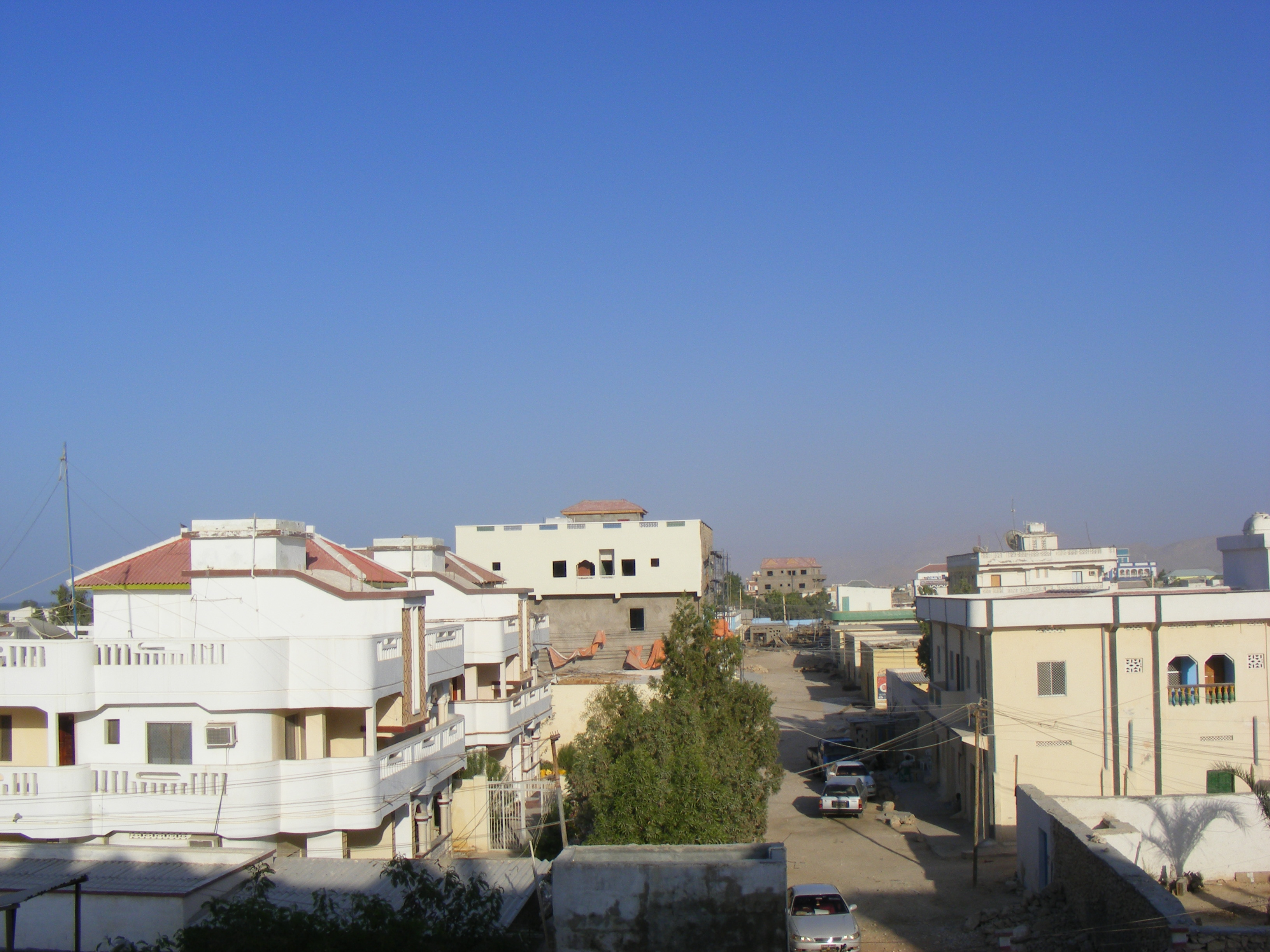
Área residencial de Bosaso.

Situado en la costa del sur del Golfo de Adén en el estuario del Cauce del río Baalade, es de facto la capital de la región Bari (gobolka) en el estado autoproclamado independiente de la República de Puntlandia. Antes Berdarqaasim, Bosaso gobierna siete distritos: Qandala, Caluula, Iskushuban, Bayla, Carmo, Baargaal, y Qardho.
La población en agosto de 2006 era de aproximadamente 500 000 habitantes, con un gran incremento desde los 50.000 que tenía en los años 1990. En Bosaso habitan la mayor parte de clanes somalíes, sobre todo el Subclan Harti de Darood y un número significativo de Árabes Mehri, también conocidos como (Maxamuud Saalax árabe). Bosaso actualmente tiene más de 30 escuelas primarias y secundarias, incluyendo la Escuela Secundaria Pública Boosaaso (con más de 2000 estudiantes), Jeque Hamdan Escuela Secundaria (aproximadamente 800 estudiantes), Imán-Alnawawi, Alnajeh, Garisa. La Universidad de África Oriental, la universidad principal de Puntlandia, también está localizada en Bosaso. UNCTAD, SIBA y la Luz del sol también proporcionan la educación moderna. Una carretera une Bosaso con Garoowe (la capital del Estado de Puntland), Lasanod, Galkayo y desde allí a Mogadiscio y Berbera. Bosaso tiene el puerto de mayor tráfico en Somalia, y cuenta con un aeropuerto principal, el Aeropuerto Internacional Doblador Qassim. Bosaso es una ciudad de acelerado crecimiento. De la misma manera que en Hargeisa y Berbera, la rápida construcción en la ciudad ha sido financiada por somalíes que viven en el extranjero en Estados Unidos y Europa.
Bosaso ha crecido desde la guerra civil, debido a que la zona en la que se sitúa atrajo a la gente de todas partes de Somalia y es relativamente estable comparado con otras partes del país. Bosaso es también el puerto principal para barcazas que llevan a emigrantes somalíes a través del Golfo de Adén para entrar (a veces ilegalmente) en Yemen, Arabia Saudí, y los otros estados de Golfo Pérsico.

## Clima
| Parámetros climáticos promedio de Bosaso | Parámetros climáticos promedio de Bosaso | Parámetros climáticos promedio de Bosaso | Parámetros climáticos promedio de Bosaso | Parámetros climáticos promedio de Bosaso | Parámetros climáticos promedio de Bosaso | Parámetros climáticos promedio de Bosaso | Parámetros climáticos promedio de Bosaso | Parámetros climáticos promedio de Bosaso | Parámetros climáticos promedio de Bosaso | Parámetros climáticos promedio de Bosaso | Parámetros climáticos promedio de Bosaso | Parámetros climáticos promedio de Bosaso | Parámetros climáticos promedio de Bosaso |
| Mes                                      | Ene.                                     | Feb.                                     | Mar.                                     | Abr.                                     | May.                                     | Jun.                                     | Jul.                                     | Ago.                                     | Sep.                                     | Oct.                                     | Nov.                                     | Dic.                                     | Anual                                    |
| ---------------------------------------- | ---------------------------------------- | ---------------------------------------- | ---------------------------------------- | ---------------------------------------- | ---------------------------------------- | ---------------------------------------- | ---------------------------------------- | ---------------------------------------- | ---------------------------------------- | ---------------------------------------- | ---------------------------------------- | ---------------------------------------- | ---------------------------------------- |
| Temp. máx. media (°C)                    | 24.9                                     | 25.3                                     | 26.2                                     | 28.7                                     | 31.0                                     | 35.1                                     | 35.4                                     | 35.0                                     | 33.4                                     | 27.9                                     | 25.2                                     | 24.8                                     | 29.4                                     |
| Temp. mín. media (°C)                    | 20.0                                     | 20.5                                     | 21.3                                     | 23.2                                     | 24.4                                     | 25.5                                     | 26.7                                     | 25.8                                     | 23.6                                     | 21.5                                     | 20.3                                     | 20.0                                     | 22.7                                     |
| Lluvias (mm)                             | 0                                        | 0                                        | 0                                        | 4                                        | 1                                        | 0                                        | 0                                        | 0                                        | 1                                        | 2                                        | 3                                        | 0                                        | 11                                       |
| Fuente: Levoyageur Weather               |                                          |                                          |                                          |                                          |                                          |                                          |                                          |                                          |                                          |                                          |                                          |                                          |                                          |